# 科莱雷托新堡
科莱雷托新堡（義大利語：Colleretto Castelnuovo）是意大利北部皮埃蒙特大区都灵省的一个市镇。总面积6.3平方公里，总人口358，人口密度56.8人/平方公里（2010年12月31日）。